# رومانسية تيلي المثقوبة (فلم 1914)
رومانسية تيلي المثقوبة (بالإنجليزية: Tillie's Punctured Romance)، وهو فيلم كوميدي أمريكي صامت من عام 1914 إخراج ماك سينيت بطولة تشارلي تشابلن ومابل نورماند، تم إنتاجه في استوديوهات كيستون.

## طاقم التمثيل
- ماري دريسلر - تيلي بانكس، فتاة البلد
- مابل نورماند - مابل، صديقة تشارلي
- تشارلي تشابلن - تشارلي
- ماك سوين - جون بانكس، عم تيلي المليونير

## وصلات خارجية
- Tillie's Punctured Romance على يوتيوب
- مقالات تستعمل روابط فنية بلا صلة مع ويكي بيانات
- رومانسية تيلي المثقوبة متوفر للتحميل المجاني على أرشيف الإنترنت